# Caen-8 (tổng)
Tổng Caen-8 là một tổng thuộc tỉnh Calvados trong vùng Normandie.
Tổng này được tổ chức ở một phần của Caen (Saint-Jean và một phần của Vaucelles), Fleury-sur-Orne và Louvigny ở quận Caen. Độ cao khu vực này dao động từ 2 m (Caen) đến 73 m (Caen) với độ cao trung bình 12 m.

## Hành chính
| Giai đoạn     | Ủy viên              | Đảng | Tư cách |
| ------------- | -------------------- | ---- | ------- |
| 1982 - 2008   | Francis Saint-Ellier | DL   |         |
| 2008 - actuel | Éric Vève            | PS   |         |

## Các đơn vị trực thuộc
| Xã              | Dân số      | Mã bưu chính | Mã insee |
| --------------- | ----------- | ------------ | -------- |
| Caen            | 113 987 (1) | 14000        | 14118    |
| Fleury-sur-Orne | 4 231       | 14123        | 14271    |
| Louvigny        | 1 766       | 14111        | 14383    |

(1) một phần của xã.